# Andranic Manet
Pour les articles homonymes, voir Manet.
Andranic Manet est un acteur français et battle-MC[Quoi ?] né le 8 août 1996[réf. nécessaire].

## Filmographie
Sauf indication contraire, les informations mentionnées dans cette section peuvent être confirmées par les bases de données cinématographiques IMDb et Allociné,  présentes dans la section « Liens externes ».

### Cinéma

#### Longs métrages
- 2016 : La Dream Team de Thomas Sorriaux : Nounours
- 2016 : Réparer les vivants de Katell Quillévéré : Chris
- 2018 : Mes provinciales de Jean-Paul Civeyrac : Étienne
- 2019 : L'Échappée de Mathias Pardo : le jeune fêtard
- 2019 : Un vrai bonhomme de Benjamin Parent : Tristan
- 2021 : Eiffel de Martin Bourboulon : Adolphe Salles
- 2021 : Envole-moi de Christophe Barratier : Charles
- 2021 : Playlist de Nine Antico : Benjamin
- 2022 : La Montagne de Thomas Salvador : Julien
- 2022 : Les Rascals de Jimmy Laporal-Trésor : Le Rebel
- 2022 : Vacances de Béatrice de Staël et Leo Wolfenstein : Martin
- 2022 : À mon seul désir de Lucie Borleteau : le coloc amoureux
- 2023 : Première Affaire de Victoria Musiedlak : Steeve
- 2023 : Les Histoires d'amour de Liv S. d'Anna Luif
- 2024 : Quelques jours pas plus de Julie Navarro : Pablo
- 2024 : L'Amour ouf de Gilles Lellouche : le dealer wallon
- 2024 : La Récréation de juillet de Pablo Cotten et Joseph Rozé : Gaspard
- 2024 : Le Roman de Jim d'Arnaud et Jean-Marie Larrieu : Jim, 23 ans
- 2024 : Fario de Lucie Prost : Augustin
- 2024 : Rabia de Mareike Engelhardt : le combattant
- 2025 : Ari de Léonor Serraille : Ari

#### Courts métrages
- 2016 : Living Blues de Maxime Perozzo : Nicolas
- 2017 : Les hommes ne pleurent pas de Mathieu Collet : Vincent
- 2019 : Nationale Boomerang de Gaïa Rasnova : Ian
- 2020 : Love Hurts d'Elsa Rysto : Troy
- 2021 : Les Vilains petits canards d'Anton Balekdjian : Roman
- 2021 : A questo punto de Pablo Cotten et Joseph Rozé
- 2022 : Quand on aime, il faut partir de Pablo Cotten et Joseph Rozé : Félix
- 2022 : La Légère Déviation des atomes d'Antoine Denis : Xavier
- 2024 : Nous les singes de Clarence Larrivoire : Pierrot
- 2024 : Lui de Matthias Couquet : François
- 2024 : Le Chant des huîtres de Sébastien Perret : Pablo

### Télévision
- 2014 : Section de recherches, saison 8, épisode 11 Haute tension (série télévisée) : Ivan Borodine
- 2014-2016 : Origines (série télévisée) : Dominique Cotteret (2 épisodes)
- 2018 : Ben (série télévisée) : Constantin Vila
- 2022 : Le Monde de demain (série télévisée) : Daniel (Dee Nasty) (6 épisodes)
- 2025 : Hippocampe (téléfilm)
- 2025 : Capitaine Marleau de Josée Dayan, épisode Compagnon (série télévisée) : Stanislas
- 2025 : Le Sens des choses : Philippe

## Théâtre
Sauf indication contraire ou complémentaire, les informations mentionnées dans cette section peuvent être confirmées par la base de données Les Archives du spectacle.
- 2017 : L'Opéra de quat'sous de Bertolt Brecht, mise en scène de Philippe Calvario
- 2024 : Le Mage du Kremlin d'après Giuliano da Empoli, mise en scène de Roland Auzet

## Distinction
Sauf indication contraire, les informations mentionnées dans cette section peuvent être confirmées par les bases de données cinématographiques IMDb et Allociné,  présentes dans la section « Liens externes ».
- Prix Lumières 2019 : nomination comme révélation masculine pour Mes provinciales